# 雷納留·瑪利亞·韋爾基
雷納留·瑪利亞·韋爾基（德語：Rainer Maria Woelki；1956年8月18日—）是德國籍天主教枢机及现任科隆总教区总主教。

## 生平
韋爾基在德国科隆出生，若瑟·赫夫內爾于1985年6月14日將他晋铎，若亞敬·邁斯內爾於2003年3月30日將他晋牧。他於同年出任科隆總教區輔理主教，領斯班帕領銜教區主教銜至2011年為止；同年7月2日出任柏林总教区总主教。教宗本笃十六世於2012年2月18日將他擢升为司鐸級樞機，領聖若望·瑪利亞·維雅納堂區司鐸銜。他於2014年卸任柏林總教區總主教一職；同年7月11日獲委任為科隆总教区总主教，兩個多月後於9月20日就職。他的牧徽格言是「Nos sumus testes」，意為「吾等為證」。

## 牧徽

雷納留·瑪利亞·韋爾基枢机牧徽